# سليبنوت
سليبنوت (بالإنكليزية Slipknot) فرقة أميركية لـ موسيقى الميتال (Heavy metal) من دي موين، آيوا، الولايات المتحدة. تأسست الفرقة في عام 1995 وتستمر إلى الآن بطواقم مختلفة. المؤسسون كانوا Shawn Crahan و Joey Jordison و Paul Gray.

## الألبومات
- Slipknot 1999
- Iowa 2001
- Vol. 3 - The Subliminal Verses 2004
- All Hope Is Gone 2008
- The Gray Chapter 2014
- The End, So Far 2022

## وصلات خارجية
- سليبنوت على موقع IMDb (الإنجليزية)
- سليبنوت على موقع ميوزك برينز (الإنجليزية)
- سليبنوت على موقع رولينغ ستون (الإنجليزية)
- سليبنوت على موقع أول ميوزيك (الإنجليزية)
- سليبنوت على موقع ديسكوغز (الإنجليزية)

- الموقع الرسمي